# Nicole Stoffman
Nicole Stoffman, född 16 mars 1972 i Toronto, är en kanadensisk före detta skådespelare. Hon är känd för rollen som Stephanie Kaye i Degrassi Junior High och Ellen Randall i Learning the Ropes.

## Filmografi
| År        | Titel                | Roll           | Kommentar |
| --------- | -------------------- | -------------- | --------- |
| 1987–1988 | Degrassi Junior High | Stephanie Kaye | TV-serie  |
| 1988      | Learning the Ropes   | Ellen Randall  | TV-serie  |
| 1994      | The Club             | Sandra         |           |
| 1994      | Anchor Zone          | Robin          |           |
| 1997      | F/X: The Series      | Grad Student   | TV-serie  |
| 1998      | Shadow Builder       | Kelly          |           |